# Świnie (podrodzina ssaków)
Świnie (Suinae) – podrodzina ssaków z rodziny świniowatych (Suidae).

## Rozmieszczenie geograficzne
Podrodzina obejmuje gatunki występujące w Eurazji i Afryce.

## Systematyka
Do podrodziny należą następujące występujące współcześnie plemiona:
- Phacochoerini J.E. Gray, 1868 – guźce
- Potamochoerini J.E. Gray, 1873 – dzikany
- Suini J.E. Gray, 1821 – świnie

Opisano również plemiona wymarłe:
- Dicoryphochoerini Schmidt-Kittler, 1971
- Hippohyini Thenius, 1970

Rodzaje wymarłe o statusie incertae sedis:
- Notochoerus Broom, 1925[7] – jedynym przedstawicielem był Notochoerus capensis Broom, 1925
- Potamochoeroides Dale, 1948[8] – jedynym przedstawicielem był Potamochoeroides hypsodon Dale, 1948